# Club Deportivo Caspe
El Club Deportivo Caspe es un club de fútbol español del municipio zaragozano de Caspe, en Aragón. Fue fundado originalmente en 1923, y actualmente compite en la Tercera Federación (Grupo XVII).

## Historia
El club caspolino se fundó originalmente el día 13 de marzo del año 1923. En 1947, concretamente el día 1 de octubre, el club fue refundado, y comenzaría a competir a nivel nacional en la categoría de Primera Regional, para la temporada 1948-49. Debutaría en la Tercera División de España en la temporada 1956-57. En esta categoría de Tercera se mantendría durante dos etapas una buena cantidad de temporadas. En una primera etapa de 1960 a 1968 y en una segunda, de 1986 a 1996. 
En el año 1990, debutaría en la Copa del Rey, en su 87.ª edición, en la que llegaría hasta la segunda ronda, tras haber superado en la primera al Alcañiz Club de Fútbol, cayendo contra el Club Deportivo Binéfar en la siguiente por un global de 2 a 4, tras el 3 a 0 de la vuelta que le endosó el club literano en el Estadio El Segalar.
Después de su descenso a Preferente en 1996 tendría nada más que tres apariciones esporádicas en Tercera, con los ascensos de 2006, 2014 y 2017, que darían sólo para su paso testimonial descendiendo al final de las campañas entrantes.
El 4 de julio de 2021 retornaría a Tercera, en su nuevo formato de Tercera División RFEF, en la que se contertirá en la vigesimocuarta temporada del club en la categoría.

## Estadio
El Club Deportivo Caspe disputa sus partidos como local en el campo municipal de fútbol de Los Rosales, inaugurado el 15 de agosto de 1984.

## Uniforme
- Uniforme titular: Camiseta azul marino, pantalón blanco y medias azul marino.
- Uniforme alternativo: Camiseta, pantalón y medias rojas.

## Datos del club
| - Temporadas en Tercera División: 23. - Clasificación histórica de la Tercera División: 407.º - Mejor puesto en Tercera División: 3.º (ed. 1989-90). | - Participaciones en la Copa del Rey: 1. - Mejor puesto en Copa del Rey: 2.ª ronda (ed. 1990-91). |

## Palmarés

### Campeonatos regionales
- Regional Preferente de Aragón (3): 2005-06 (Grupo 2), 2016-17 (Grupo 1), 2020-21 (Grupo 4).
- Primera Regional de Aragón (4): 1978-79 (Grupo 2), 1984-85 (Grupo 3), 2003-04 (Grupo 4), 2011-12 (Grupo 4-1).
- Copa RFEF (fase regional de Aragón) (1): 2024-25.[6]
- Subcampeón de la Regional Preferente de Aragón (1): 2013-14 (Grupo 2).
- Subcampeón de la Primera Regional de Aragón (3):  1949-50 (Grupo 2), 1959-60 (Grupo único), 1972-73 (Grupo único).